# Vuelo 671 de Trans Air Service
El vuelo 671 de Trans Air Service fue un vuelo de carga desde el aeropuerto de Luxemburgo hacia el Aeropuerto Internacional de Kano Mallam Aminu en Kano, Nigeria. Mientras volaba sobre Francia el 31 de marzo de 1992, el Boeing 707 que operaba el vuelo experimentó una separación en vuelo de dos motores en su ala derecha. A pesar de los daños sufridos por la aeronave, los pilotos pudieron realizar un aterrizaje de emergencia en la base aérea de Istres-Le Tubé en Istres, Francia. Los cinco ocupantes de la aeronave sobrevivieron; sin embargo, la aeronave sufrió daños irreparables debido a un incendio en el ala derecha.

## Aeronave y tripulación

### Aeronave
La aeronave era un Boeing 707-321C de 28 años, con número de serie 18718. Había sido fabricado en abril de 1964 y había acumulado 60.985 horas de vuelo en 17.907 vuelos. Estaba propulsado por cuatro motores Pratt & Whitney JT3D-3B. Durante su historia, el propietario y el registro de la aeronave habían cambiado varias veces; en el momento del accidente, estaba registrado como 5N-MAS y operaba para el operador nigeriano Trans-Air Service. 

### Tripulación
El capitán era el sueco Ingemar Berglund, de 57 años; tenía un total de aproximadamente 26.000 horas de experiencia de vuelo, incluidas 7.100 en el Boeing 707. El primer oficial era Martin Emery, ciudadano británico de 44 años; tenía aproximadamente 14.000 horas de experiencia de vuelo, incluidas 4.500 en el Boeing 707. El ingeniero de vuelo era el británico Terry Boone, de 55 años. Un mecánico y un supervisor de carga también estaban a bordo del vuelo. El mecánico era Ike Nwabudike, de nacionalidad nigeriana de 36 años, y el supervisor de carga, Ingebar Einarssen, de nacionalidad islandesa de 27 años.

## Accidente
El vuelo partió del aeropuerto de Luxemburgo a las 07:14 UTC del 31 de marzo de 1992; transportaba 38 toneladas de carga y tenía como destino el aeropuerto internacional Mallam Aminu Kano, cerca de Kano, Nigeria. Aproximadamente a las 08:11, mientras la aeronave ascendía a través de 32.000 pies (9.800 m) sobre el departamento de Drôme en el sureste de Francia, la tripulación notó una turbulencia severa y escuchó un fuerte «doble golpe»; Posteriormente, el avión comenzó a rodar hacia la derecha. El capitán Berglund luego desactivó el piloto automático y utilizó la columna de control y las entradas del timón para recuperar el control de la aeronave. Además, la advertencia de incendio era continuamente audible y el ingeniero de vuelo no podía apagarla. El primer oficial Emery observó posteriormente que el motor número 4 (el más a la derecha de los cuatro motores de la aeronave) se había desprendido del ala y envió una llamada de emergencia. Posteriormente, Emery notó que el motor número 3 (el motor interior en el ala derecha) también se había desprendido del ala. Posteriormente, el capitán Berglund comenzó a descender hacia Marsella, mientras que el ingeniero de vuelo Boone comenzó a descargar combustible en preparación para un aterrizaje de emergencia.
Durante el descenso, la tripulación notó un aeródromo más adelante; esta era la Base Aérea Istres-Le Tubé en Istres, Francia. Posteriormente, la tripulación decidió aterrizar en la pista 15 de Istres; esto requería un circuito a la izquierda antes del aterrizaje. Este giro a la izquierda resultó ser un gran desafío para el Capitán Berglund dado el daño a los controles de vuelo de la aeronave; la grabadora de voz de la cabina mostró que el primer oficial Emery estaba animando a Berglund repitiendo las palabras «giro a la izquierda» seis veces. Poco antes del aterrizaje, el controlador de tráfico aéreo observó un incendio en la aeronave. 
La aeronave realizó un aterrizaje de emergencia en Istres a las 08:35, aproximadamente 24 minutos después de la separación inicial del motor. Durante el aterrizaje, la aeronave se salió del lado izquierdo de la pista. Después de que la aeronave se detuvo, la tripulación notó que había un incendio en el ala derecha de la aeronave. Los cinco ocupantes de la aeronave sobrevivieron sin lesiones graves; sin embargo, hubo daños considerables por fuego en el ala derecha. La aeronave sufrió daños irreparables.

## Después del accidente
En respuesta al accidente, la BEA (Oficina de Investigación y Análisis para la Seguridad de la Aviación Civil) recomendó que se modifiquen los procedimientos de inspección de las torretas del motor para que las grietas por fatiga se puedan detectar más fácilmente. Asimismo la BEA también recomendó que los controladores de tránsito aéreo reciban formación periódica para situaciones de emergencia mediante el estudio teórico y la realización de ejercicios prácticos. 
Un año después del evento, la tripulación recibió el Hugh Gordon-Burge Memorial Award de la Honorable Compañía de Pilotos Aéreos.

## Dramatización
Este accidente  fue presentado en el programa de televisión canadiense Mayday: catástrofes aéreas, en la vigesimosegunda temporada, en el episodio titulado en Hispanoamérica «Doble problema» y en España «El doble de problemas». Y luego el accidente fue presentado en la subserie Mayday: Informe Especial, titulado «Luchar hasta el final».